# دهه ۷۷۰ (میلادی)
دهه ۷۷۰ (میلادی) دهه هفتاد و هفتم تقویم میلادی است.
‎